# Домінгуш Де Соуза
Домінгуш Де Соуза (порт. Domingos de Sousa, 19 жовтня 1896 — 27 вересня 1984) — португальський вершник.
Бронзовий призер Олімпійських Ігор 1936 року в командному конкурі.